# Аверс (Граубюнден)
Аверс (нім. Avers GR) — громада  в Швейцарії в кантоні Граубюнден, регіон Віамала.

## Географія
Громада розташована на відстані близько 170 км на схід від Берна, 45 км на південь від Кура.
Аверс має площу 93,1 км², з яких на 0,5% дозволяється будівництво (житлове та будівництво доріг), 49,4% використовуються в сільськогосподарських цілях, 6% зайнято лісами, 44,1% не є продуктивними (річки, льодовики або гори).

## Демографія
2019 року в громаді мешкало 171 особа (+0,6% порівняно з 2010 роком), іноземців було 5,3%. Густота населення становила 2 осіб/км².
За віковим діапазоном населення розподілялося таким чином: 18,7% — особи молодші 20 років, 54,4% — особи у віці 20—64 років, 26,9% — особи у віці 65 років та старші. Було 75 помешкань (у середньому 2,3 особи в помешканні).
Із загальної кількості 106 працюючих 42 було зайнятих в первинному секторі, 11 — в обробній промисловості, 53 — в галузі послуг.